# ちび弾
ちび弾（ちびだん）とは、大日本帝国陸軍が開発した化学兵器である。これは歩兵が携行し投擲する陶器製の容器であり、内部に青酸と銅粉末などを充填した。ちび弾は1939年（昭和14年）に起きたノモンハン事件の、赤軍（のちのソビエト連邦軍）のBT戦車から得られた戦訓から開発されている。

## 概要
ちび弾は主として戦車、特火点、掩蓋付きの銃砲の掩体の内部にいる兵員を殲滅するためのものである。砲塔や銃眼に対して投擲するが、接近が難しい場合には、投擲機を用いてちび弾を数個ほど集中射撃する。一般部隊が使用するほか、挺身部隊、奇襲部隊がこの弾薬を用いて戦闘を有利に進めるための兵器だった。一般的な火器が重戦車や特火点に対して無力であっても、ちび弾は一撃で殲滅を期待できる。夜間挺身奇襲では隠密かつ素早く目的を達成できるが、対象は人員の殺傷に限られ、戦車の破壊は別に対策を講じる必要があった。
戦時中の各種資料では「ちび」「チビ」の仮名が充てられている。ちび弾は手で掴んで投擲するもので、投擲距離は約10mである。投擲機で発射する時は投擲距離100m以内を狙った。戦車に対しては砲塔付近に1個命中すれば内部の人員を殲滅することができる。確実に殺傷するには2個から3個の命中が必要だった。特火点に対しては銃眼から1個を投げ入れることで内部の人員を殲滅できる。ガスマスク着用の兵員に対しては効力を期待することは難しい。ちび弾は、硬い物質に命中させなければ破裂しない。投擲する兵員はガスマスクを必要としない。屋外など暴露環境にある兵員に対しては多くの場合に効果が無い。重量は外装付きで1.5kgである。

## 構造

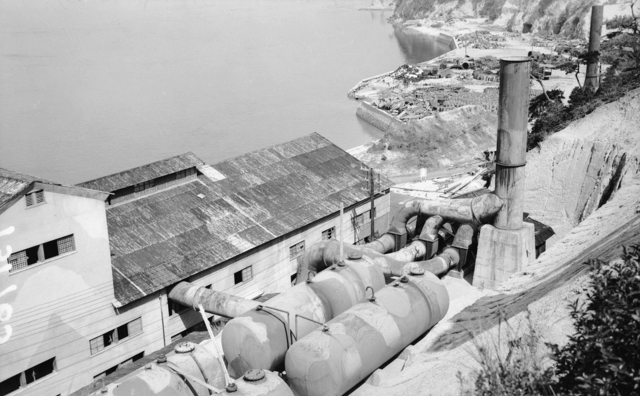
陸軍忠海製造所の青酸工場「ちゃ一号工室」

開発は陸軍技術研究所の化学班による。構造は直径10cmの球状の容器に青酸と銅粉末を詰めたものである。かつての説は容器はガラス玉であったとしていたが、ガラスは輸送時の安全性が低いことなどから、近年は、陶器製の容器に化学物質を詰めてゴム栓をで密閉し、栓を抜いて投擲し内容物を拡散させる兵器であったとされている 。青酸は経時変化により分解する性質があるが、陸軍技術研究所では硫酸銅のイオンによって青酸の分解を防止した。戦車に投擲すれば容器が割れ、エンジン吸気によって機関室から外気とともに青酸を吸い込む。呼吸を止める作用が働いて戦車内部の兵員が死亡する。1942年（昭和17年）4月21日、保護缶の材質を合板製に変更し代用することが提案された。5月23日付の書類で可能と決定された。1941年（昭和16年）4月の忠海製造所の報告書類中には、きい弾、あか弾ほか化学兵器の生産の他、ちび弾に関して87,000個生産の報告がある。

## 使用
1942年、第15軍のビルマの作戦記録ではちび弾の射耗が報告されている。第15軍は1942年3月11日から6月10日にかけて中北部ビルマ作戦に従事した。第18、33、55、56師団が総計216両の戦車撃破報告を挙げている。使用した弾薬の一覧表に、中北部ビルマ作戦でのちび弾11発射耗の記録がある。
他、第18師団隷下の輜重隊の事故例が挙げられる。1942年4月21日、大行李の輜重隊はビルマのヤコを出発しビンサンに向かった。輸送途上、河岸にて小休止中にちび弾の栓を抜いた一等兵が卒倒、仮死状態となった。極力看護に努め、この一等兵は23日に第18師団第3野戦病院へ入院した。これは屋外の兵員には効果を期待できないという説明と合致する。